# Meistaraflokkur 1924
La Meistaraflokkur 1924 fu la 13ª edizione del campionato di calcio islandese concluso con la vittoria del Víkingur al suo secondo titolo.

## Formula
Tutto invariato rispetto alla stagione precedente. Le medesime quattro squadre si affrontarono in un turno di sola andata per un totale di tre partite.

## Squadre partecipanti
| Club     | Città     | Posizione 1923     |
| -------- | --------- | ------------------ |
| Fram     | Reykjavík | Campione d'Islanda |
| KR       | Reykjavík | 2°                 |
| Víkingur | Reykjavík | 4°                 |
| Valur    | Reykjavík | 3°                 |

Tutti gli incontri si disputarono allo stadio Melavöllur, impianto situato nella capitale.

## Classifica finale
|                    | Pos. | Squadra  | Pt | G | V | N | P | GF | GS | DR |
| ------------------ | ---- | -------- | -- | - | - | - | - | -- | -- | -- |
| Islanda (bandiera) | 1.   | Víkingur | 6  | 3 | 3 | 0 | 0 | 10 | 2  | +8 |
|                    | 2.   | Fram     | 4  | 3 | 2 | 0 | 1 | 10 | 7  | +3 |
|                    | 3.   | KR       | 1  | 3 | 0 | 1 | 2 | 2  | 4  | -2 |
|                    | 4.   | Valur    | 1  | 3 | 0 | 1 | 2 | 3  | 12 | -9 |

Legenda:

      Campione di Islanda
Note:

Due punti a vittoria, uno a pareggio, zero a sconfitta.

### Verdetti
- Víkingur Campione d'Islanda 1924.